# Kościół Podwyższenia Krzyża Świętego w Tarnowie
Kościół Podwyższenia Krzyża Świętego – zabytkowy, barokowy kościół konwentualny bernardynów, znajdujący się w Tarnowie przy ul. Bernardyńskiej 13.
Został zbudowany w latach 1752–1776, poza obrębem murów miejskich, z fundacji Barbary i Pawła Sanguszków na miejscu poprzedniej, drewnianej świątyni. Pierwotnie przeznaczony był dla sióstr bernardynek, których klasztor (założony w XVI wieku) przylegał do kościoła od strony południowej i nosił wezwanie św. Barbary. Dekretem cesarza Józefa II z 1781 konwent bernardynek został skasowany, a w 1789 na ich miejsce zostali przeniesieni ojcowie bernardyni, dotychczas pozostający w pobliskim klasztorze przy kościele Matki Boskiej Śnieżnej.
W 1828 kościół został powtórnie konsekrowany, otrzymując obecne wezwanie. Jest obecnie kościołem filialnym parafii katedralnej.
Kościół bernardynów jest jednonawową, orientowaną, murowaną świątynią z węższym, prostokątnym prezbiterium i ośmioboczną wieżyczką na sygnaturkę od strony zachodniej. Wnętrze kościoła nakryte jest sklepieniami kolebkowymi z lunetami. Wyposażenie wnętrza jest jednolite stylowo, barokowe i neobarokowe. Ołtarz główny, z XIX wieku, ma w polu głównym barokowy krucyfiks z malowanymi w tle postaciami Matki Bożej i św. Jana Ewangelisty.

## Galeria

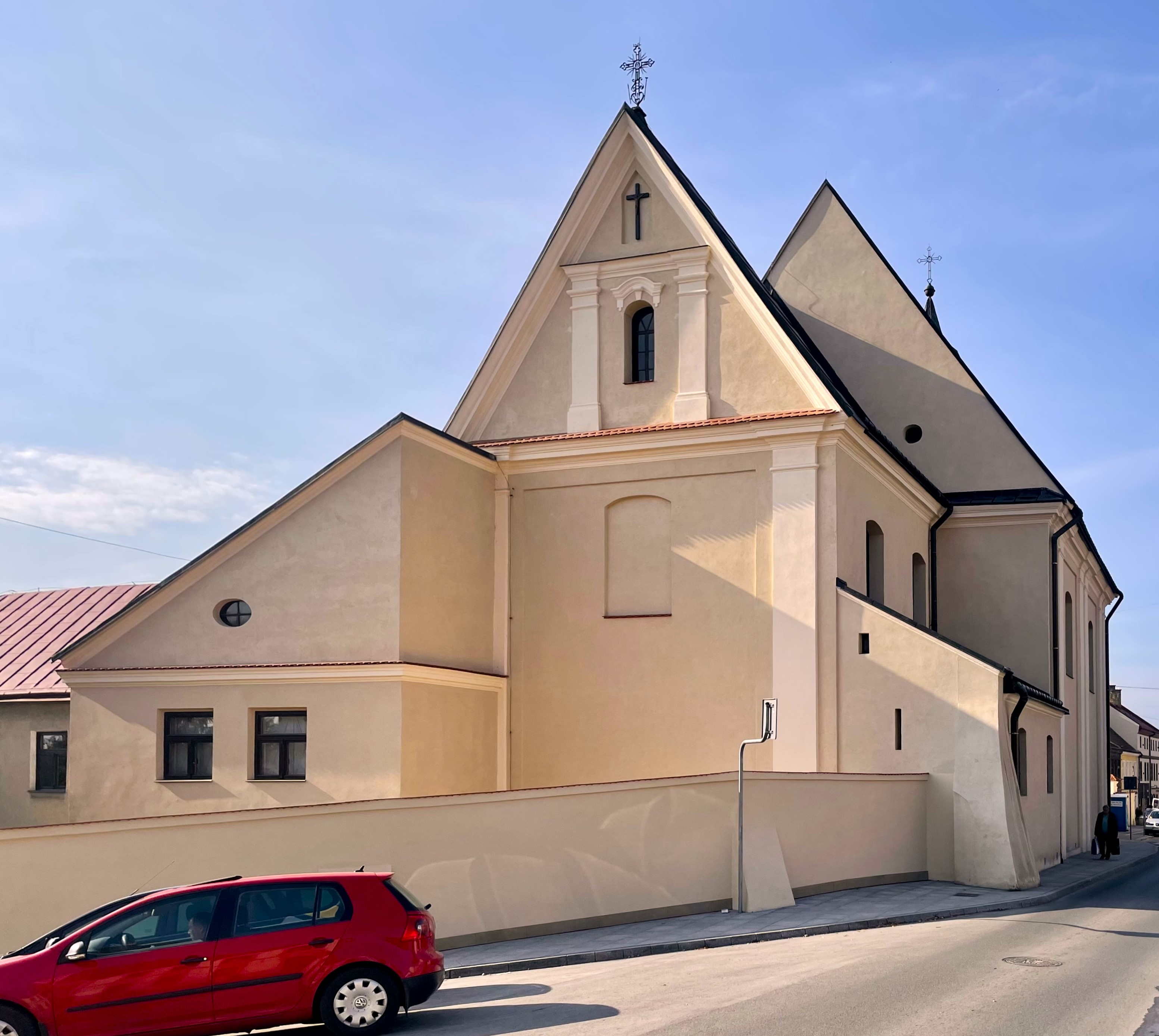
Widok na kościół od wschodu
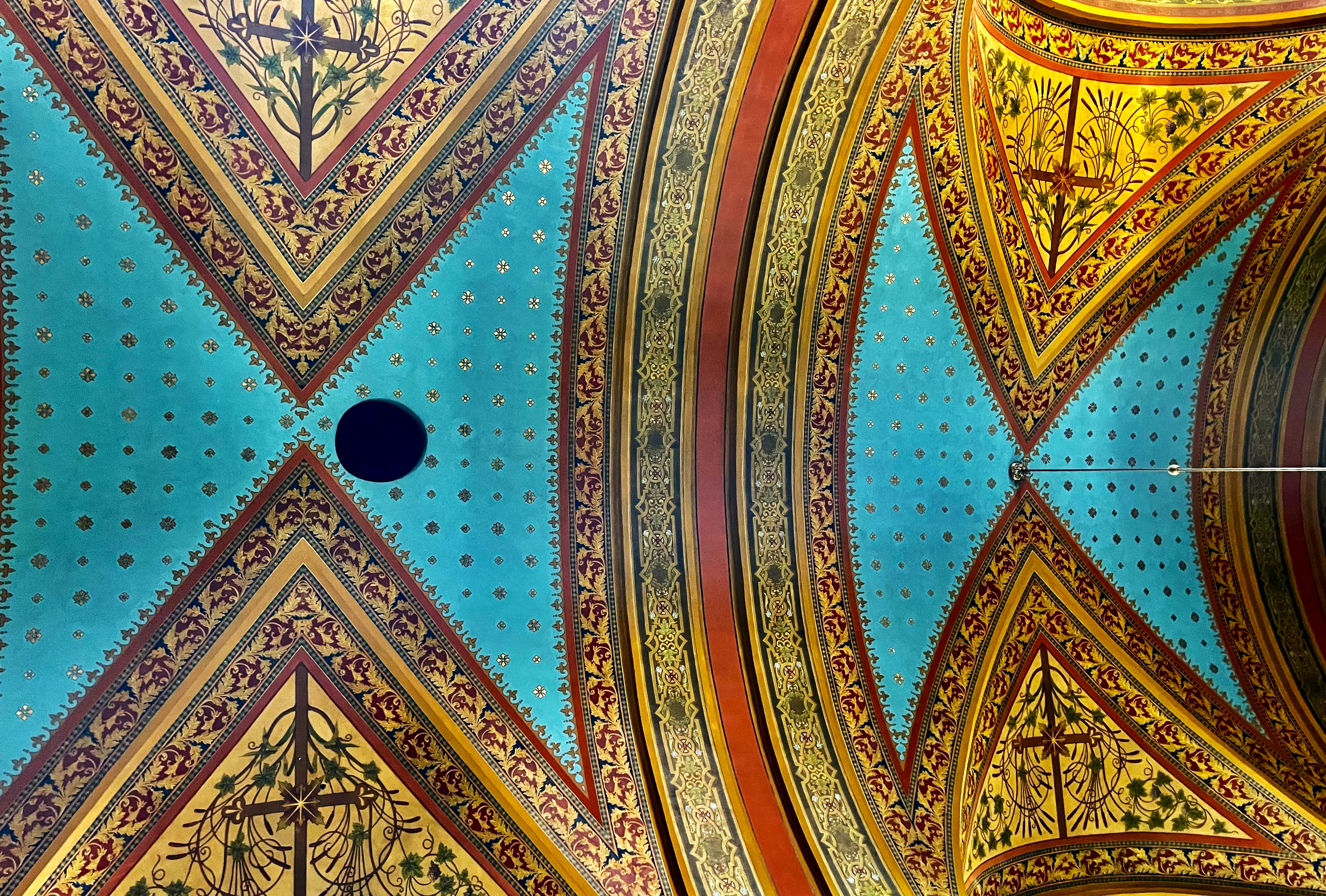
Sklepienie kolebkowe w kościele
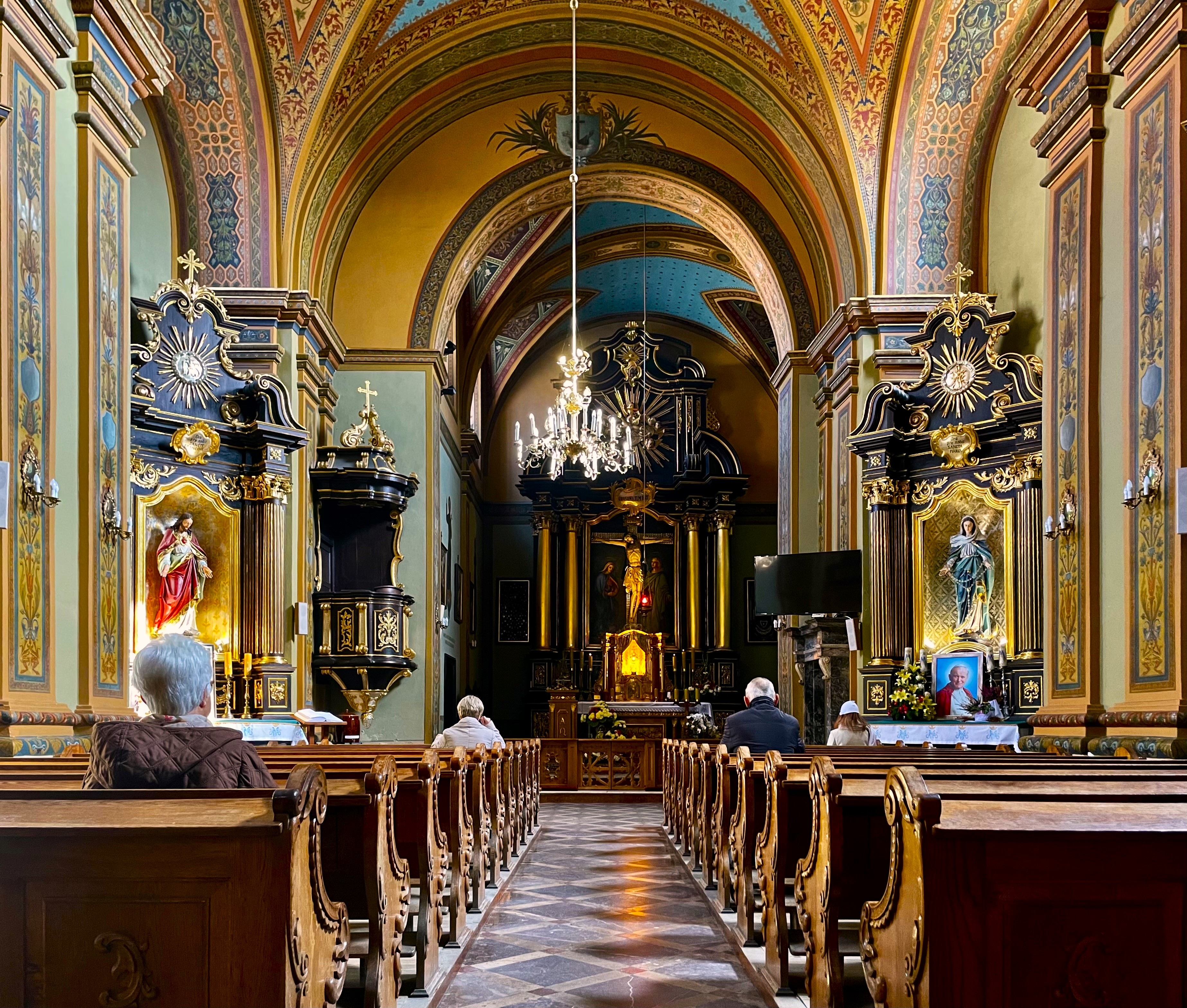
Wnętrze kościoła
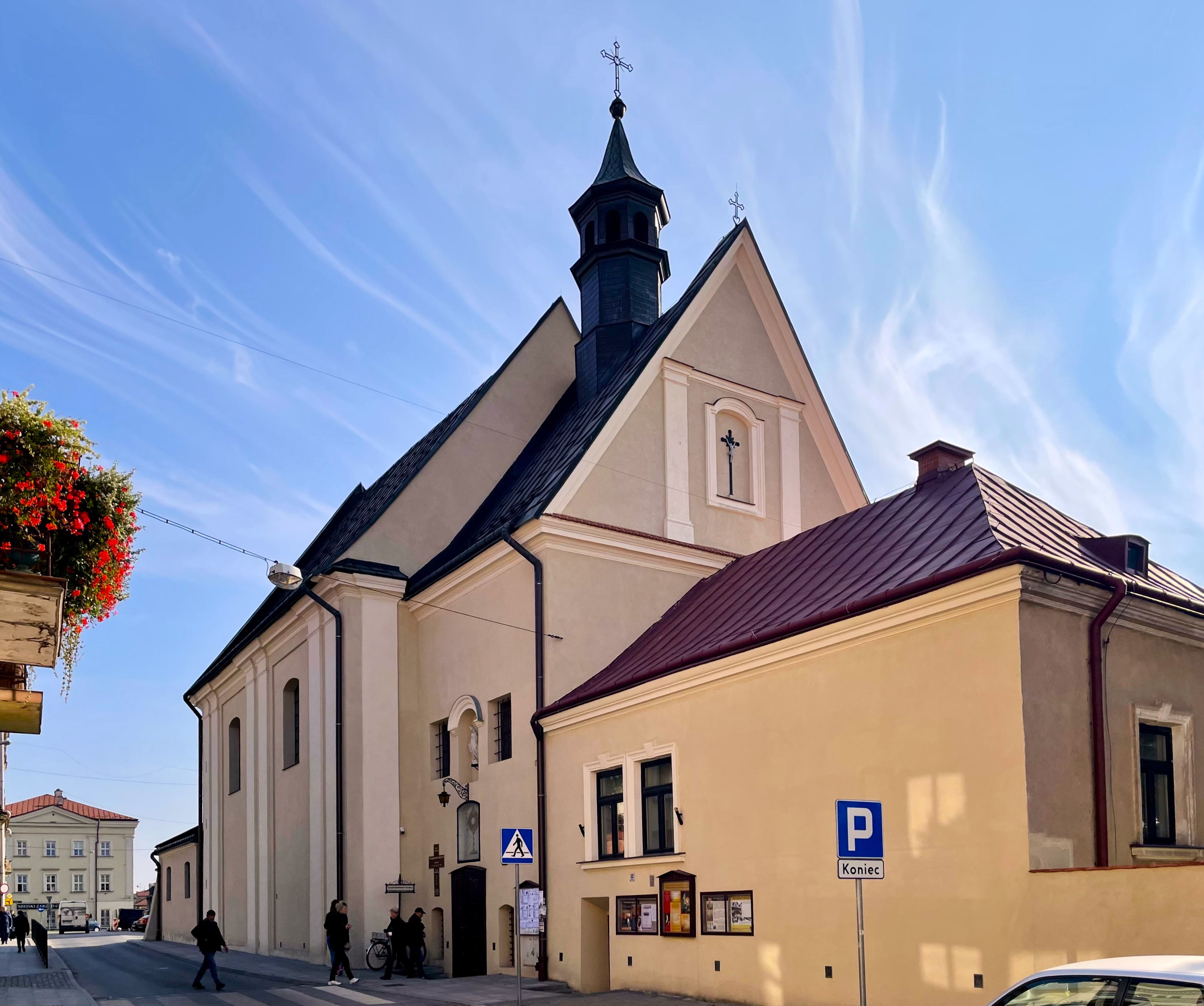
Widok na kościół od zachodu